# Складчатая дислокация

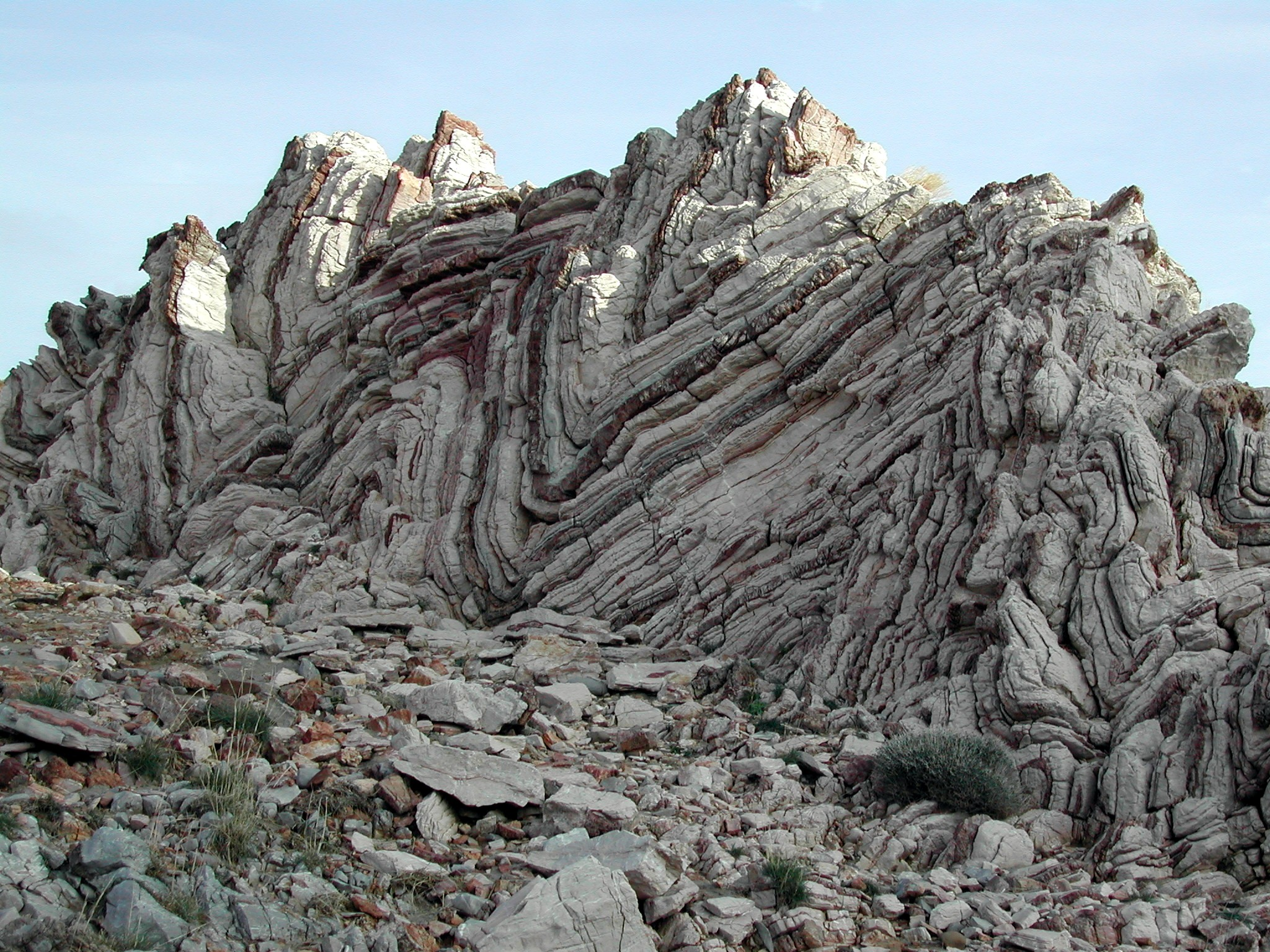
Обнажение складок на Крите

Скла́дчатая дислока́ция (также складчатое нарушение, пликативная дислокация) — деформация горных пород, происходящая после их первоначального отложения, выражающаяся в виде изгибов (складок) без заметных разрывов. Характерны для складчатых поясов и платформенного чехла.
Складчатые дислокации образуются в ходе складкообразования обычно при воздействии тектонических сил на слоёные горные породы, хотя могут иметь и экзогенное происхождение. Небольшие (до сотен метров) изгибы слоёв, жил, даек и плоских текстур (сланцеватости, кливажа, метаморфической полосчатости) заметны в естественных обнажениях, более длинные обнаруживаются в ходе составления карт.

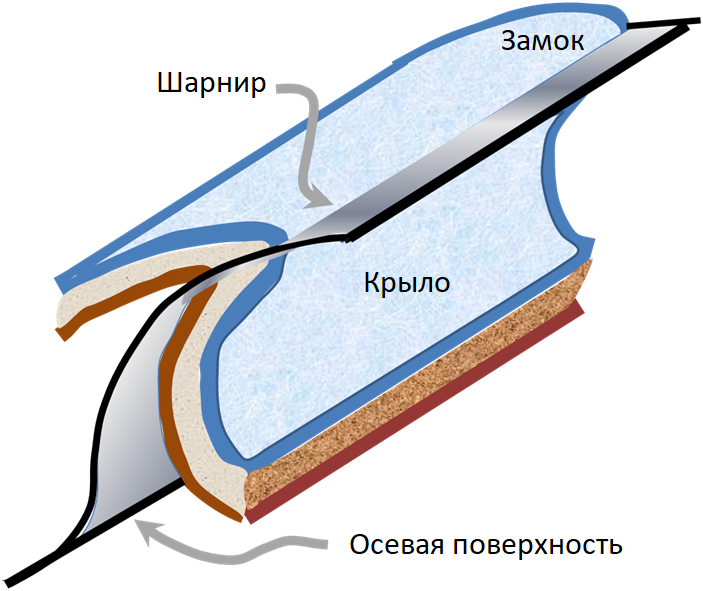
Элементы складки

Отдельные элементы складок имеют собственные названия:
- ядро — внутренняя часть складки;
- замо́к — верхняя или нижняя часть складки с наибольшей кривизной;
- крылья — боковые участки складки, на которых кривизна меняет знак;
- шарнир — линия, вдоль которой слой изгибается (около центра замка);
- осевая поверхность образуется шарнирами соседних слоёв; пересечение осевой поверхности с горизонтальной плоскостью (обычно поверхностью земли) образует ось.

Складки классифицируют многими способами:
- по знаку кривизны: выпуклые антиклинали (ядро содержит более древние породы, если это не так, употребляется термин «антиформа») и вогнутые синклинали (ядро содержит более молодые породы, иначе используется термин «синформа»);
- по соотношению длины и ширины: линейные складки, у которых длина намного больше ширины, изоклинальные в случае соизмеримых длины и ширины, брахиморфные для промежуточных значений отношения;
- по ориентации осевой поверхности складок по отношению к поверхности земли: прямые, наклонные, опрокинутые, лежачие, ныряющие складки;
- по углу между крылом и осевой поверхностью — открытые и изоклинальные складки;
- по форме замка — острые, округлые, коробчатые, веерообразные складки;
- по относительной толщине пластов в замке и на крыльях — концентрические и подобные складки;
- по ориентировке шарнира;
- по относительному направления нагрузки деформации и слоёв — продольные (нагрузка вдоль слоёв) и поперечные (нагрузка перпендикулярна слоистости).

Выделяются также складки течения (купола, диапиры), образующиеся как результат различных скоростей пластической деформации под действием объёмных сил.